# Barbalos
Barbalos es un municipio y localidad española de la provincia de Salamanca, en la comunidad autónoma de Castilla y León. Se integra dentro de la comarca del Campo de Salamanca (Campo Charro) y la subcomarca de La Huebra. Pertenece al partido judicial de Salamanca.
Su término municipal está formado por las localidades de Alcazarén, Barbalos, Corral de Garcíñigo, Hondura de Huebra y Moraleja de Huebra además de por el despoblado de Garcíñigo, ocupa una superficie total de 37,56 km² y según los datos demográficos recogidos en el padrón municipal elaborado por el INE en el año 2017, cuenta con una población de 77 habitantes.

## Historia
Su fundación se remonta a la repoblación efectuada por los reyes de León en la Edad Media, quedando integrada la localidad en el arciprestazgo de la Valdobla de la jurisdicción de Salamanca, dentro del Reino de León. En cuanto a las pedanías del municipio en época medieval ya existían Hondura y Corral denominadas entonces "Endura" (Hondura de Huebra) y "El Corral" (Corral de Garcíñigo), situándose Hondura en el cuarto salmantino de Peña del Rey. Con la creación de las actuales provincias en 1833, Barbalos quedó encuadrado en la provincia de Salamanca, dentro de la Región Leonesa.

## Demografía
Cuenta con una población de 73 habitantes (INE 2024).
| Gráfica de evolución demográfica de Barbalos entre 1842 y 2021 |
| |
| Población de derecho según los censos de población del INE Población de hecho según los censos de población del INEEntre el censo de 1857 y el anterior, crece el término del municipio porque incorpora a 375001 (Alcazaren), 375024 (Hondura) y 375028 (Moraleja de Huebra) |

### Núcleos de población
El municipio se divide en varios núcleos de población, que poseían la siguiente población en 2017 según el INE.
| Núcleo de población | Población |
| ------------------- | --------- |
| Barbalos            | 38        |
| Corral de Garcíñigo | 16        |
| Hondura             | 11        |
| Alcazarén           | 6         |
| Moraleja de Huebra  | 6         |
| Garcíñigo           | 0         |

## Administración y política
| Partido político                              | 2019  | 2019  | 2019       | 2015  | 2015  | 2015       | 2011  | 2011  | 2011       | 2007  | 2007  | 2007       | 2003  | 2003  | 2003       |
| Partido político                              | %     | Votos | Concejales | %     | Votos | Concejales | %     | Votos | Concejales | %     | Votos | Concejales | %     | Votos | Concejales |
| Partido Popular (PP)                          | 75,00 | 42    | 2          | 68,25 | 43    | 2          | 56,06 | 37    | 2          | 68,97 | 40    | 4          | 70,00 | 49    | 4          |
| Ciudadanos (Cs)                               | 23,21 | 13    | 1          | 26,98 | 17    | 1          | —     | —     | —          | —     | —     | —          | —     | —     | —          |
| Partido Socialista Obrero Español (PSOE)      | 3,57  | 3     | 0          | 3,17  | 2     | 0          | —     | —     | —          | 10,34 | 6     | 1          | 14,29 | 10    | 1          |
| Coalición SI por Salamanca (SI)               | —     | —     | —          | —     | —     | —          | 40,91 | 27    | 1          | —     | —     | —          | —     | —     | —          |
| Unidad Regionalista de Castilla y León (URCL) | —     | —     | —          | —     | —     | —          | —     | —     | —          | —     | —     | —          | 2,86  | 2     | 0          |